# Élection présidentielle islandaise de 1964

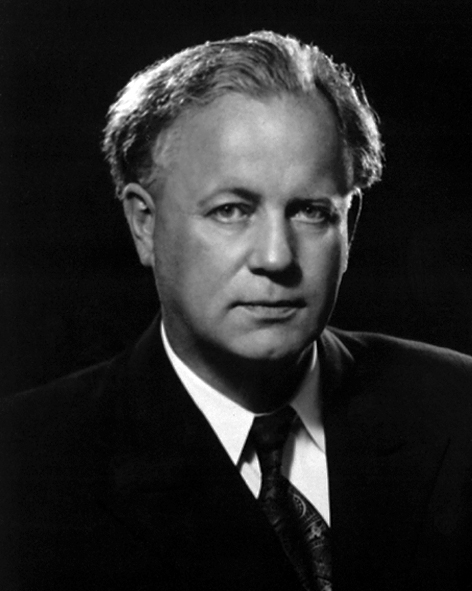
Ásgeir Ásgeirsson, réélu sans opposant en 1964.

Une élection présidentielle devait avoir lieu en 1964 en Islande. Néanmoins, face à l'absence d'opposants, le  Président élu en 1952, Ásgeir Ásgeirsson, a été reconduit pour la troisième fois sans élection.